# Imperial Theatre (Broadway)
L'Imperial Theatre est un théâtre de Broadway situé au 249 West 45th Street (George Abbott Way) dans le centre de Manhattan.

## Petite histoire
L'Imperial Theatre est le cinquantième établissement de la Shubert Organization à New York, il est construit pour remplacer le Lyric Theatre de 1903, devenu obsolète. L'architecte Herbert J. Krapp  l'a spécifiquement conçu pour accueillir des comédies musicales.
Il ouvre ses portes le 25 décembre 1923 avec la représentation de Mary Jane McKane (en), sur un livret d'Oscar Hammerstein II et William Carey Duncan et une musique de Vincent Youmans. Depuis, il accueille de nombreuses comédies musicales, dont Sunny Day (1928), Of Thee I Sing (1933), Jubilee (musical) (en) (1935), Annie du Far West (1946), Miss Liberty (en) (1949), Jamaica (musical) (en) (1957), Un violon sur le toit (1964), Two by Two (musical) (en) (1970), Dreamgirls (en) (1981), Drood (1985), Cabaret (1987), Les Misérables (1990) et Billy Elliot, the Musical (2008), Nice Work If You Can Get It (musical) (en) (2012), Carousel (musical) (2018), Ain't Too Proud (2019),, etc.
Il peut accueillir jusqu'à 1 417 personnes.
Il change de propriétaires, il est vendu une première fois en 1941.
En 1946, après une suspension temporaire, il subit des travaux pour assurer la représentation de la comédie musicale d'Irving Berlin Annie du Far West.
Parmi les compositeurs et paroliers du XXe siècle dont les œuvres y ont été interprétées, on retrouve Cole Porter, Richard Rodgers, Lorenz Hart, Irving Berlin, Harold Rome, Frank Loesser, Lionel Bart, Bob Merrill, Stephen Sondheim, Jule Styne, EY Harburg, Harold Arlen, George et Ira Gershwin. Parmi les acteurs notables y ayant joué on retrouve : Ethel Merman, Gertrude Lawrence, John Gielgud, Clifton Webb, Montgomery Clift, Mary Boland, Ray Bolger, Desi Arnaz, Lucie Arnaz, Mary Martin, Zero Mostel, Danny Kaye, Davy Jones, Jerry Orbach, Shelley Winters, Bernadette Peters, Ben Vereen, George Rose, Hugh Jackman, John Lithgow, Nikki M. James, Matthew Broderick et Josh Groba. C'est également le lieu du premier concours Miss Globe en 1951.

## Productions notables
- 1924 : Rose-Marie
- 1926 : Oh, Kay!
- 1927 : The Desert Song
- 1928 : The New Moon
- 1932 : Flying Colors
- 1933 : Of Thee I Sing; Let 'Em Eat Cake
- 1935 : Jubilee
- 1935 : Panic
- 1936 : On Your Toes
- 1938 : Leave It to Me!
- 1939 : Too Many Girls
- 1940 : Louisiana Purchase
- 1941 : Let's Face It!
- 1943 : One Touch of Venus
- 1944 : Song of Norway
- 1946 : Annie du Far West
- 1949 : Miss Liberty
- 1950 : Call Me Madam
- 1951 : Miss Globe
- 1952 : Wish You Were Here
- 1955 : Silk Stockings
- 1956 : The Most Happy Fella
- 1957 : Jamaica
- 1959 : Destry Rides Again
- 1960 : Gypsy
- 1961 : Carnival!
- 1963 : Oliver!
- 1964 : Un violon sur le toit
- 1967 : Cabaret
- 1968 : Zorba le Grec
- 1970 : Minnie's Boys; Two by Two
- 1971 : On the Town
- 1972 : Pippin
- 1977 : Mark Twain Tonight!; Chapter Two; Anna Christie
- 1979 : They're Playing Our Song
- 1981 : Dreamgirls (en)
- 1985 : Drood
- 1988 : Chess
- 1989 : Jerome Robbins' Broadway
- 1990 : Les Misérables
- 2003 : The Boy from Oz
- 2005 : Dirty Rotten Scoundrels
- 2006 : High Fidelity (arrêtée après 14 représentations)
- 2007 : Coram Boy, August: Osage County
- 2008 : Billy Elliot, the Musical
- 2012 : Nice Work If You Can Get It
- 2013 : 700 Sundays
- 2014 : Les Misérables
- 2016 : Natasha, Pierre & The Great Comet of 1812
- 2018 : Carousel; Ruben & Clay's First Annual Christmas Carol Family Fun Pageant Spectacular Reunion Show[30],[31]
- 2019 : Ain't Too Proud

## Record au box-office
Couronnée par dix Tony Awards, la comédie musicale Billy Elliot atteint le record du box-office de l'Imperial Theatre, rapportant 1 518 486 $ en huit représentations pendant la semaine du 2 janvier 2011.